# Шмальгаузен Іван Іванович
Іва́н Іва́нович Шмальга́узен (11 (23) квітня 1884, Київ, Російська імперія — 7 жовтня 1963, Москва, РРФСР, СРСР) — український і російський еволюційний біолог, зоолог, морфолог, академік АН УРСР (з 1922), АН СРСР (з 1935) і Німецької академії наук (з 1960). Розробив теорію стабілізуючого добору і був однією з центральних фігур у створенні сучасної синтетичної теорії еволюції.

## Життєпис
Народився 11 (23) квітня 1884 в Києві. Син ботаніка І. Ф. Шмальгаузена. 1907 року закінчив Київський університет і працював у ньому до 1912 року під керівництвом О. М. Сєверцова. Протягом 1912—1918 років працював у Московському університеті. З 1918 року професор Воронезького університету.
З 1921 року професор Київського університету. 20 жовтня 1924 року спільне зібрання ВУАН затвердило І. І. Шмальгаузена на посаду директора Мікробіологічного інституту ім. Ф. Омельченка. У 1926—1929 роках був президентом Київського товариства природознавців. У 1930—1941 — директор Інституту зоології АН УРСР, одночасно з цим продовжував працювати на біологічному факультеті Київського університету.
У 1936—1948 — директор Інституту еволюційної морфології AH СРСР. У 1939—1948 роках завідувач кафедри дарвінізму Московського університету. З 1948 року працював у Зоологічному інституті АН СРСР.
Інститут зоології НАН України з 1981 року носить ім'я І. І. Шмальгаузена.
Учнями І. І. Шмальгаузена були відомі вчені-біологи М. С. Гіляров, О. П. Маркевич, Б. І. Балінський і П. О. Сітько.

## Нагороди
- 1959 — Дарвінівська медаль Німецької академії природодослідників «Леопольдина»
- 1968 — Золота медаль імені І. І. Мечникова

## Праці
Наукові праці Шмальгаузена присвячені питанню еволюційної морфології, експериментальної морфології, вивченню закономірностей росту, філогенії тварин тощо.
Основні з них:
- Шмальгаузен И. И. Основы сравнительной анатомии позвоночных. Гос. изд. [1923]. VIII + 425 с (Книга выдержала 4 издания, последнее — в 1947 г.)

- Шмальгаузен И. И. Организм как целое в индивидуальном и историческом развитии. М.-Л. Изд-во академии наук СССР, 1938. 144 с.

- Шмальгаузен И. И. Пути и закономерности эволюционного процесса. М.-Л. Из-во АН СССР. Напеч. в Москве 1939. 232 с.

- Шмальгаузен И. И. Факторы эволюции (теория стабилизирующего отбора). М.-Л., Изд-во АН СССР, 16-я тип. треста Полиграфкнига в Москве, 1946. 396 с.

- Schmalhausen I. I. Factors of Evolution: The Theory of Stabilizing Selection, Blakiston, Philadelphia (1949)

- Шмальгаузен И. И. Кибернетические вопросы биологии / Под общ. ред. и с предисл. Р. Л. Берг и А. А. Ляпунова. Новосибирск, Наука, сиб. отделение. 1968. 224 с.

- Шмальгаузен И. И. Вопросы дарвинизма: Неопубл. работы / ред.-сост. И. М. Медведева; Отв. ред. А. В. Иванов, Э. И. Воробьева; М. Наука, 1990 158 с.

## Галерея

Меморіальна дошка Івану Шмальгаузену на будівлі Інституту зоології
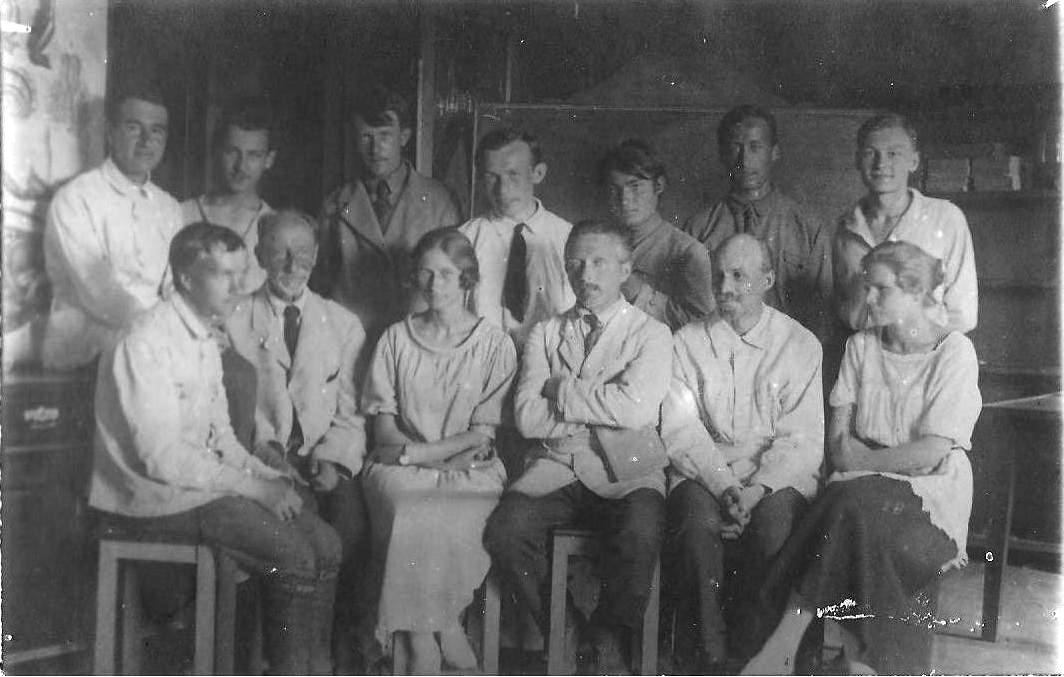
Лабораторія Шмальгаузена